# قشقا بلاغ
قشقا بلاغ هي قرية في مقاطعة خوي، إيران. يقدر عدد سكانها بـ 429 نسمة بحسب إحصاء 2016.